# Arna atomarina
Arna atomarina är en fjärilsart som beskrevs av Van Eecke 1928. Arna atomarina ingår i släktet Arna och familjen tofsspinnare. Inga underarter finns listade i Catalogue of Life.